# Кохання як бестселер
Кохання як бестселер — мексикансько-британський комедійний фільм 2022 року. Режисер Анналін Каль-і-Майор; сценарист:Девід Квантік. Продюсери Найнсун Алае-Керью і Максим Коттрей. Прем'єра в Україні відбулася 6 січня 2022 року.

## Про фільм
Перша публікація молодого британського письменника Генрі — любовного роману — закінчується повним провалом. Одначе несподівано його книга стає популярною в Мексиці — і тому письменник вирушає в тур, де на нього вже чекають фанати. Але не встигнувши відійти від ейфорії слави, він розуміє — його творіння зіткнулося з «труднощами перекладу». А відповідальність за це несе мила перекладачка.

## Знімались
| Актор              | Роль   |
| ------------------ | ------ |
| Сем Клафлін        | Генрі  |
| Вероніка Ечегі     | Марія  |
| Антонія Кларк      | Елісон |
| Гораціо Віллалобос |        |